# 루이세 피스테르
루이세 페트리네 아말리 피스테르(덴마크어: Louise Petrine Amalie Phister, 결혼 이전의 성(姓): 페테르센(Petersen), 1816년 1월 21일 코펜하겐 ~ 1914년 4월 27일 코펜하겐)는 덴마크의 연극 배우이다.
코펜하겐에서 빈민의 딸로 태어났다. 덴마크 왕립극장에서 성가대원으로 활동하기를 원했으며 그의 재능을 발견한 극장 측으로부터 배우로 활동할 것을 지시했다. 1829년부터 아나 닐센(Anna Nielsen)으로부터 연극 수업을 받았고 1835년부터 1895년까지 연극 배우로 활동했다. 1846년에는 연극 배우인 루드비 피스테르(Ludvig Phister)와 결혼했다.